# Lycianthes multiflora
Lycianthes multiflora är en potatisväxtart som beskrevs av Friedrich August Georg Bitter. Lycianthes multiflora ingår i Himmelsögonsläktet som ingår i familjen potatisväxter. Inga underarter finns listade i Catalogue of Life.